# Cal Farre de Tall (les Borges Blanques)
Cal Farre de Tall és un edifici de les Borges Blanques (Garrigues) que forma part de l'Inventari del Patrimoni Arquitectònic de Catalunya.

## Descripció
És una casa unifamiliar de planta baixa i dos pisos més. A la planta baixa hi ha un comerç, una ferreteria. La façana es recolza damunt d'un porxo amb dos arcs rebaixats fets amb grans carreus ben escairats i de grans dimensions. La composició és força simètrica: al primer pis hi ha tres balcons que coincideixen amb les tres petites finestres del pis superior.
El més destacat de l'edifici són les motllures que emmarquen les obertures dels balcons, segueixen un esquema típicament renaixentista, els laterals imiten pilatres adossades, decorades amb motius florals al fust i querubins al capitell, que suporten un fals entaulament. Al centre de la llinda hi ha un cap femení als balcons laterals i una voluta al central. Cal dir, però, que els tres balcons tenen petites diferències entre ells quant a nombre de motius o disposició però no és gaire significatiu.